# Dil To Pagal Hai
Dil To Pagal Hai (hindi: दिल तो पागल है, español: El corazón está loco) es una película romántica musical india de 1997 dirigida por Yash Chopra. La película sigue la vida amorosa de los integrantes de una compañía musical, en la que dos bailarinas interpretadas por Madhuri Dixit y Karisma Kapoor compiten por el amor de un coreógrafo interpretado por Shahrukh Khan con Akshay Kumar en un papel especial muy importante, como amigo de la infancia del personaje de Dixit. La banda sonora fue compuesta por Uttam Singh, mientras que la letra fue escrita por Anand Bakshi. La película se proyectó en retrospectiva durante el Festival Internacional de Cine de la India 2014 en la sección Celebrating Dance in Indian cinema.
Con un presupuesto de ₹90 millones (1,3 millones USD), Dil To Pagal Hai recaudó más de ₹598 millones (8,4 millones USD) en todo el mundo, convirtiéndose en la película de Bollywood con mayor recaudación de 1997. La película recibió críticas generalmente positivas de críticos, que elogiaron la dirección de Chopra, la trama, la banda sonora y las actuaciones de Khan, Dixit, Kapoor y Kumar. La película también marcó la tercera película de Khan con Chopra después de Darr (1993) y Amor contra viento y marea (1995), y la tercera película que presenta a Khan junto a Dixit por tercera vez, después de Anjaam (1994) y Koyla (1997), y Kapoor por primera vez. Esta es también la única película protagonizada por Khan y Kumar, y Dixit y Kapoor.
Dil To Pagal Hai ganó varios premios. En los 46° National Film Awards, la película ganó tres premios, incluido mejor actriz de reparto para Kapoor. Además, la película fue nominada a once premios en los 43° Premios Filmfare y obtuvo ocho trofeos incluyendo las de mejor película, mejor Actor para Khan, mejor actriz para Dixit y mejor actriz de reparto para Kapoor.

## Argumento
Rahul (Shahrukh Khan) y Nisha (Karisma Kapoor) son miembros de una enorme compañía de danza que realiza obras musicales basadas en la danza. Son los mejores amigos, aunque Nisha está secretamente enamorada de Rahul. Rahul anuncia su deseo de dirigir un musical llamado Maya. Los miembros de la compañía, incluida Nisha, tienen sus dudas sobre el personaje principal, "Maya", a quien Rahul describe como una chica que cree en el amor verdadero y espera a su príncipe azul, quien seguramente aparecerá y se la llevará. Mientras tanto, se presenta a Pooja (Madhuri Dixit), una bailarina increíble, también de formación clásica y apasionada por el baile. Habiendo quedado huérfana a una edad temprana, ha sido criada por amigos cercanos de sus padres.
Pooja y Rahul tienen una serie de casi accidentes cuando se encuentran una y otra vez. Cada uno de estos casos está marcado por una melodía de fondo que se registra con Pooja. Durante los ensayos de la obra, Nisha se lesiona la pierna y el médico dice que no puede bailar durante unos meses. Rahul necesita una nueva mujer para desempeñar el papel principal en la obra. Se encuentra con Pooja bailando un día y cree que es perfecta para el papel. Él le ruega que vaya a sus ensayos y ella acepta. Rahul y Pooja se vuelven amigos cercanos. Adorada por su familia adoptiva, Pooja pronto es llevada a Alemania por el hijo de su tutor, Ajay (Akshay Kumar), su mejor amigo de la infancia que ha estado en Londres durante meses. Justo cuando Ajay se va a volar a Inglaterra, le propone matrimonio a Pooja. Ante un dilema, termina por aceptarlo.
Nisha pronto regresa del hospital y está molesta porque la han reemplazado. Al enterarse de que Rahul ama a Pooja, se pone muy celosa de ella. Sabiendo que Rahul no corresponde a su amor, decide irse a Londres. Durante los ensayos, Rahul y Pooja se enamoran el uno del otro. Cuando Rahul deja a Pooja en casa un día, comienza a silbar su melodía, lo que hace que Pooja se dé cuenta de que se ha enamorado del hombre con la melodía que escuchaba tan a menudo. Al día siguiente, los dos van a encontrarse con el antiguo tutor de baile de Pooja, a quien Pooja se refiere como Tai (Aruna Irani), quien se da cuenta de que los dos están descaradamente enamorados. En la boda de dos miembros del grupo de baile, Rahul y Pooja comparten un momento íntimo pero no están seguros de cómo expresar plenamente su amor.
Unos días antes del estreno, Ajay llega a la sala de ensayo para sorprender a Pooja mientras les dice a todos que es su prometido. Rahul tiene el corazón roto pero trata de no demostrarlo. Nisha, que ha regresado, nota la devastación de Rahul y explica cómo ella también quedó devastada cuando él no la amaba a cambio. Rahul edita el final de la obra para reflejar su angustia, en contraste con su estilo habitual de siempre dar un final feliz. En la noche del estreno, cuando los personajes de Rahul y Pooja están a punto de romperse en el escenario, Ajay reproduce una cinta grabada que Pooja le iba a enviar antes de su propuesta donde describía cómo se sentía por Rahul. Ajay le está diciendo indirectamente a Pooja que ella y Rahul deben estar juntos. Pooja ahora se da cuenta de que realmente ama a Rahul y los dos confiesan su amor en el escenario mientras el público los aplaude, dando a la obra un final feliz una vez más. Además, detrás del escenario, Ajay termina preguntándole a Nisha si ya está casada o no (lo que implica que se interesa por ella).

## Reparto
- Shahrukh Khan como Rahul
- Madhuri Dixit como Pooja, el interés amoroso de Rahul
- Karisma Kapoor como Nisha, amigo de la infancia de Rahul
- Akshay Kumar como Ajay, amigo de la infancia de Pooja (papel especial importante)
- Farida Jalal como Shanti, madre de Ajay
- Deven Verma como Shrikant, padre de Ajay
- Aruna Irani como Anamika, profesora de Pooja
- Shahid Kapoor como bailarín en canción

## Crítica
Omar Ahmed de Empire, le dio a la película 4 de 5 estrellas, y señaló: «Es un gran atractivo para la vista, pintar un retrato de una India recientemente próspera con los colores del arco iris. Las buenas actuaciones también hacen que esto supere el promedio de Bollywood».
Yahoo! Movies, Rediff.com, IBNLive y The Times of India han incluido a Dil To Pagal Hai como una de las 10 mejores películas de Yash Chopra.